# Rie Kaneko
Rie Kaneko (金子理江 Kaneko Rie?) (18 de diciembre de 1997) es una idol gravure, actriz, modelo y cantante japonesa-filipina, conocida por formar parte del grupo LADYBABY.

## Carrera
La madre de Kaneko es de ascendencia española y filipina y su padre es japonés.
En septiembre de 2014, Rie Kaneko fue co-ganadora del Gran Premio (junto con Shizu Mizuno) de la audición de Miss iD 2015. En su video de audición, Kaneko bailó «Loving U» del grupo de k-pop Sistar.
En marzo de 2015, junto con Rei Kuromiya, una Miss iD nominada en 2015, y Ladybeard, un luchador profesional y travesti, formaron el grupo Ladybaby. En agosto del mismo año, apareció en «GIRI GAL» de Haji Metal. También cantó las pistas 2, 4 y 6 de SUPER SOLO 2, un álbum recopilatorio de GIRIGAL.
En febrero de 2016, Kaneko obtuvo el Gran Premio en Hakusensha Young Animal NEXT Gravure Queen Battle 4th Season. 
El 1 de agosto de 2016, después de que la banda cambiara de nombre de Ladybaby a The Idol Formerly Known As Ladybaby, la banda reanudó sus actividades después de una pausa.
Desde junio de 2017, comenzó su propio canal llamado Rie Kaneko's "Title Missed en el servicio de distribución de videos FRESH!, operado por Cyber Agent, y periódicamente ofrece emisiones en vivo solo para miembros. El 18 de septiembre realizó su primera reunión de seguidores en este canal.

## Ilie
Kaneko debutó bajo el proyecto en solitario Ilie (estilizado: ilie) el 10 de julio de 2021 con "aimai" como su primer video musical subido a su canal oficial de YouTube; creado el 6 de julio de 2021. Desde entonces, esto ha sido seguido por más videos musicales. El 20 de agosto de 2021 con "fukashigi", el 1 de septiembre de 2021 con "syukufuku" y el 30 de octubre de 2021 con "kamishibai".
El compositor japonés Sakurai Kenta de Ekoms Co. Ltd. se desempeña como gerente del sello discográfico y productor musical de Ilie. El sello también trabaja con artistas japoneses como KATY y Haze.
El 30 de septiembre de 2021 se anunció una gira de noviembre de 2021. Tuvo tres fechas: 12, 14 y 18 de noviembre respectivamente.
Ilie anunció su club de fans oficial en su página oficial de Twitter el 1 de enero de 2022.

## Discografía

### Como Ilie
| Año  | Título       | Álbum        |
| ---- | ------------ | ------------ |
| 2021 | "aimai"      | syukufuku EP |
| 2021 | "fukashigi"  | syukufuku EP |
| 2021 | "syukufuku"  | syukufuku EP |
| 2021 | "kamishibai" | syukufuku EP |

### Como artista destacada
| Año  | Título                                                                   | Artista    | Álbum               |
| ---- | ------------------------------------------------------------------------ | ---------- | ------------------- |
| 2015 | "GIRI GAL"                                                               | hajimetal  | Súper Solo 2        |
| 2015 | "Vacaciones de verano incondicionales" (hazaña. Mishio Ogawa & Hiroponn) | hajimetal  | Súper Solo 2        |
| 2015 | "Generación de amor y paz"                                               | hajimetal  | Súper Solo 2        |
| 2015 | "La vida es como una montaña rusa" (hazaña. Mishio Ogawa)                | hajimetal  | Súper Solo 2        |
| 2016 | "Tal vez, estaré contigo"                                                | hajimetal  | Single de promoción |
| 2019 | ぼくのじゃない (Rie Kaneko ver. ) (Boku no janai)                        | sleepyhead | Single de promoción |

## Videografía

### Películas
| Año  | Título                    | Role            | notas |
| ---- | ------------------------- | --------------- | ----- |
| 2016 | Sea una luz para el mundo | Rey             |       |
| 2017 | Saki                      | Tomoki Sawamura |       |

### Programas de televisión
| Año           | Título          | Role            | La red   | notas                   |
| ------------- | --------------- | --------------- | -------- | ----------------------- |
| 2016          | Saki            | Tomoki Sawamura | TBS /MBS | miniserie de televisión |
| 2016-presente | Roca Nadarezaka | MC              | BSJapón  |                         |

### Videos musicales
| Año  | Título                                              | Artista                       |
| ---- | --------------------------------------------------- | ----------------------------- |
| 2014 | さよならのいきもの(Sayonara no Iki Mono)            | GOOD BYE APRIL                |
| 2015 | Chica de imitación                                  | Seiko Oomori                  |
| 2015 | GIRI GAL (con Rie Kaneko)                           | HAJIMETAL                     |
| 2016 | Tal vez, estaré contigo (con Rie Kaneko)            | HAJIMETAL                     |
| 2017 | そっ閉じ 青春(Sottoji seishun)                      | NICHOME NO SAKIGAKE COMINGOUT |
| 2019 | ぼくのじゃない (Versión original. ) (Boku no janai) | sleepyhead                    |
| 2019 | ぼくのじゃない (Rie Kaneko ver. ) (Boku no janai)   | sleepyhead                    |

### DVDs como Gravure Idol
| Año  | Título    |
| ---- | --------- |
| 2016 | INOCENCIA |
| 2016 | emoción   |